# デニス・マルティンス
デニス・ピーニョ・マルティンス（Dénis Pinho Martins 、1997年6月30日 - ）は、ポルトガル・レイリア出身のプロサッカー選手。ヴァルジンSC所属。ポジションは、ディフェンダー（センターバック）。

## 来歴
2015年8月15日、セグンダ・リーガのオリエンタル戦でプロデビューを果たした。